# Стадник Анатолій Петрович
Стадник Анатолій Петрович (*2 листопада 1948, с. Катеринівка, Молдова) — український лісівник, еколог, доктор сільськогосподарських наук, професор, Лауреат Державної премії України в галузі науки і техніки, завідувач кафедри лісівництва, ботаніки і фізіології рослин Білоцерківського національного аграрного університету. Академік Лісівничої академії наук України (ЛАНУ).

## Біографія
Стадник Анатолій Петрович народився 2 листопада 1948 року в селі Катеринівка Кам'янського району Молдавської РСР у сім'ї вчителів. У 1966 році поступив на лісогосподарський факультет Української лісогосподарської академії (тепер — Національний університет біоресурсів і природокористування України, Київ). У 1971 році після закінчення вишу і здобуття кваліфікації «інженер лісового господарства» був направлений на роботу в харківський філіал інституту «Союзгипролесхоз». У 1974 році поступив до очної аспірантури Українського науково-дослідного інституту лісового господарства та агролісомеліорації імені Г. М. Висоцького (УкрНДІЛГА). У 1982 році захистив кандидатську дисертацію на тему «Ріст і стан полезахисних лісових смуг в Північному Степу Правобережної України». У 1991 році Стаднику А. П. присвоєно вчене звання старшого наукового співробітника. В наукових лабораторіях УкрНДІЛГА Стадник А. П. 33 роки досліджував питання розвитку агролісомеліорації і захисного лісорозведення. У 2007 році Стадника А. П. було запрошено на роботу в Інститут агроекології УААН (Київ) на посаду завідувача відділу природокористування, охорони навколишнього природного середовища та економіки наукових досліджень. У 2008 році Стадник А. П. захистив докторську дисертацію на тему «Ландшафтно-екологічна оптимізація систем захисних лісових насаджень України» за спеціальністю 03.00.16 — екологія. З 2011 року завідувач кафедри лісівництва, ботаніки і фізіології рослин Білоцерківського національного аграрного університету. Підготовку фахівців здійснює за напрямом «лісове і садово-паркове господарство» та «агрономія». Викладає навчальні дисципліни «лісознавство», «лісівництво», «рекреаційне лісівництво», «лісомеліорація», «лісовий кадастр», «паркова фітоценологія». Науково-педагогічний стаж роботи становить 42 роки. З 2011 року Стадник А. П. за сумісництвом працює провідним науковим співробітником в Інституті агроекології і природокористування НААН України.
Стадник А. П. здійснює керівництво аспірантурою та докторантурою за спеціальністю 03.00.16 — екологія з 2008 року. Під його керівництвом захищено 2 докторські (біологічні, сільськогосподарські науки) і 1 кандидатська дисертації, науковий консультант докторанта та керівник аспірантів.
Стадник А. П. є членом Координаційно-методичної Ради науково-методичного центру «Агроекологія» НААН, спеціалізованої вченої ради ІАП НААН із захисту дисертацій на здобуття наукового ступеня доктора (кандидата) наук зі спеціальності 03.00.16 — екологія.
Член редакційних колегій науково-теоретичного журналу «Агроекологічний журнал» та «Збалансоване природокористування».

## Наукові праці
Основні напрями наукової діяльності Стадника А. П.:
- методологія управління агроландшафтами лісомеліоративними методами на засадах збалансованого розвитку;
- лісомеліорація агроландшафтів та стабільний розвиток агроекосистем, ландшафтно-екологічна оптимізація систем захисних лісових насаджень України;
- науково-практичні основи створення загальнодержавної оптимізованої системи захисних лісових насаджень в Україні;
- комплексне лісомеліоративне районування України;
- методи і заходи догляду за захисними лісовими насадженнями.

Автор та співавтор 170 наукових праць, 20 рекомендацій. Серед них:
- (рос.) «Энциклопедия агролесомелиорации» (2004),
- «Концепція управління агроландшафтами», наукове видання (2008),
- «Концепція охорони ґрунтів від ерозії в Україні», наукове видання (2008)
- «Методологія управління агроландшафтами лісомеліоративними методами, науково-методичне видання» (2010),
- «Наукові та прикладні основи захисту ґрунтів від ерозії в Україні», монографія, наукове видання (2010),
- «Зональні методичні рекомендації із захисту ґрунтів від ерозії в Україні», науково-практичне видання (2010),
- «Наукові основи агропромислового виробництва в зоні Лісостепу України» (2010),
- «Листяні ліси північно-степового Придніпров'я України (екологія, типологія, фіторізноманіття)», наукове видання: монографія (2011),
- «Словник-довідник з агроекології і природокористування» (2012),
- «Наукові основи сталого розвитку агроекосистем України», монографія, наукове видання (2012),
- «Основи управління агроландшафтами України», монографія, наукове видання (2012).

## Нагороди
Стадник Анатолій Петрович нагороджений:
- 1983 — бронзова медаль ВДНГ СРСР,
- 1984 — бронзова медаль ВДНГ СРСР,
- 2008 — Почесна грамота Президії Української аграрної академії наук.